# Dallas Dupree Young
Dallas Dupree Young (nascido em 25 de outubro de 2005) é um ator americano mais conhecido por seu papel recorrente em The Fosters e seu papel principal na sitcom da Nickelodeon Cousins for Life . Em 2021, ele se juntou ao elenco da série Cobra Kai da Netflix, uma sequência dos filmes Karatê Kid . Sua altura é de 170 cm e pesa entre 60 kg e 65 kg.

## Primeiros anos
Dallas nasceu e foi criado em Houston, Texas . Ele é filho do Eric Young Sr. que joga beisebol profissionalmente e de sua esposa Beyonka Jackson. Seu irmão mais velho, Eric Young Jr., é jogador profissional de beisebol. Young sonhava em se tornar um atleta profissional como seu pai e irmão. Ele tinha aspirações de jogar pelo Colorado Rockies como eles fizeram. Além do beisebol, Young também adora basquete e futebol. Entre os 5 e 6 anos, Young estudou caratê. Mais tarde, ele também teria aulas de kickboxing.
Embora tivesse certeza de que se tornaria um jogador de beisebol, os planos mudaram quando um vizinho encorajou Young a se tornar ator. Young creditou programas que ele cresceu assistindo, como Family Matters, Hannah Montana e Jessie, por ajudá-lo a descobrir sua paixão pela atuação. Mais tarde, ele se encontrou com a caçadora de talentos Diana Horner. Young foi convidado para participar de uma mostra de atuação em Los Angeles, onde conheceu seu empresário. Seu empresário então o apresentaria a um agente e Young começou a reservar trabalhos imediatamente. Ele credita Denzel Washington como sua maior influência.

## Carreira
Young começou a atuar aos 9 anos, quando apareceu em um curta-metragem. Mais tarde, ele fez sua estreia na televisão na série documental de televisão da Investigation Discovery, Murder Among Friends . Ele filmou sua audição no gramado da casa de seu empresário e agendou o show para o dia seguinte. Ele continuaria a aparecer em episódios de Shameless, The Mayor, The Good Place e The Fosters. Ele também conseguiu um pequeno papel no filme de ficção científica de 2018 , Jogador Nº 1. Em 2018, Young conseguiu seu primeiro papel principal quando foi escalado como Stuart na sitcom da Nickelodeon Cousins for Life, criada por Kevin Kopelow e Heath Seifert . Em 2019, ele apareceu em dois episódios do Mixed-ish da ABC. Young foi posteriormente escalado para o filme biográfico de Willie Aikens , The Royal .
Em 2020, Young apareceu em um episódio do drama da Fox, 9-1-1. Naquele ano, ele também conseguiu um papel recorrente em outra série da Netflix, The Big Show Show, onde interpretou um personagem que leva o nome da cantora Taylor Swift . Em 2021, Young foi escalado para o papel recorrente de Kenny Payne na aclamada série original da Netflix, Cobra Kai . Aos 15 anos, Young era o membro mais jovem do elenco. Young fez o teste para o papel em 2020 e o processo levou aproximadamente três semanas. Embora tenha crescido assistindo aos filmes originais, Young esperou até conseguir o papel para assistir à série de televisão, o que só aumentou sua excitação. Para se preparar para o papel, ele estudou artes marciais e também pesquisou Bruce Lee e Wesley Snipes para desenvolver sua técnica para as cenas de luta. Young está definido para aparecer em The Royal e estrelou em 1-800-Hot-Nite, que foi lançado no Paramount+ com Showtime em 2022.

## Filmografia
- Murder Among Friends (2016): Kevin (Episódio: "The Rabbit Hole") - Sem título em português.
- The Good Place (2017): Jovem Uzo (Episódio: "Chidi's Choice") - O Bom Lugar.
- The Mayor (2017): Elijah (2 episódios) - Sem título em português.
- Shameless (2017): De'Andre (Episódio: "Fuck Paying It Forward") - Shameless.
- Vampirina (2017–2019): Voz de estudante/colegas (vários episódios) - Vampirina.
- The Fosters (2018): Corey (3 episódios) - Os Fosters: Família Adotiva.
- Cousins for Life (2018–2019): Stuart (papel principal) - Sem título em português.
- Mixed-ish (2019): Rodney (2 episódios) - Mixed-ish.
- Where’s Waldo (2019): Voz de Mateo (Episódio: "Bahama Drama") - Onde Está Wally?.
- The Big Show Show (2020): Taylor (papel recorrente) - O Show do Big Show.
- Glitch Techs (2020): Voz de Young Casino (Episódio: "Smashozaurs") - Glitch Techs.
- 9-1-1 (2020): Bryce (Episódio: "The One That Got Away") - 9-1-1: Emergência.
- Cobra Kai (2021–presente): Kenny Payne (papel recorrente e principal) - Cobra Kai.
- Good Trouble (2021): Corey (Episódio: "Klompendansen") - Good Trouble.
- Sydney to the Max (2021): Benny (Episódio: "Tearin’ Up My Room") - Sydney & Max.

- Ready Player One (2018): Criança na escola - Jogador Nº 1.
- The Main Event (2020): Mason - O Grande Evento.
- 1-800-Hot-Nite (2022): Tommy - Sem título em português.
- Urkel Saves Santa: The Movie (2023): Jordan (voz) - Sem título em português.